# Cavalo (album)
Pour les articles homonymes, voir Cavalo.
Singles
1. Maná
Sortie : 2013
2. Hourglass
Sortie : 2014
3. Tardei
Sortie : 2014
4. Mon Nom
Sortie : 2015
5. The Ribbon
Sortie : 2015
6. I'm Ready
Sortie : 2015

Cavalo est le premier album solo du chanteur Rodrigo Amarante, sorti en septembre 2013 au Brésil par Som Livre, et mai 2014 dans le monde entier par l'Easy Sound.

## Contexte et enregistrement
Après la pause indéfinie de Los Hermanos, en 2007, Amarante a commencé à se consacrer à l'Orchestre Imperial, et le groupe Little Joy, qui a fondé avec Fabrizio Moretti et Binki Shapiro. Après la sortie du premier album du trio en 2008, le groupe était en tournée au Brésil et dans le monde d'ici à 2009. Vivre à Los Angeles, dans un lieu où il était inconnu, Amarante a alors commencé à écrire à ce sujet «exil» et de savoir nouveau sa nature, formant ce qui allait devenir cheval. L'album a été enregistré à Los Angeles et Rio de Janeiro en 2012 et contient des morceaux chantés en trois langues différentes: portugais, anglais et français, ainsi que quelques versets japonais dans la chanson-titre. Amarante seule a enregistré la plupart de l'album, qui comporte la participation d'anciens membres du groupe, comme Rodrigo Barba, Fabrizio Moretti et Devendra Banhart.

## Critique et réception
L'album a reçu des critiques généralement positives, avec le magazine Rolling Stone a placé l'album à la sixième place parmi les 2013 premiers enregistrements nationaux. Dans liste similaire sur le site, je suis plusieurs disques amis!, Cheval arrive en quatrième position.En 2014, l'album a été choisi par le journal portugais Público le cinquième meilleur album de l'année. Déjà le magazine britannique MOJO élu comme le troisième meilleur album de l'année dans la catégorie "World". Le musicien reçoit une critique gratuite de journal français Libération qui donne aussi de la place pour d'autres nouveaux noms dans la scène de la musique brésilienne.

## Liste des titres
| No  | Titre       | Paroles          | Musique          | Durée |
| --- | ----------- | ---------------- | ---------------- | ----- |
| 1.  | Nada em Vão | Rodrigo Amarante | Rodrigo Amarante | 3:05  |
| 2.  | Hourglass   | R. Amarante      | R. Amarante      | 3:32  |
| 3.  | Mon Nom     | R. Amarante      | R. Amarante      | 4:08  |
| 4.  | Irene       | R. Amarante      | R. Amarante      | 3:17  |
| 5.  | Maná        | R. Amarante      | R. Amarante      | 2:39  |
| 6.  | Fall Asleep | R. Amarante      | R. Amarante      | 3:19  |
| 7.  | The Ribbon  | R. Amarante      | R. Amarante      | 4:49  |
| 8.  | O Cometa    | R. Amarante      | R. Amarante      | 2:52  |
| 9.  | Cavalo      | R. Amarante      | R. Amarante      | 2:36  |
| 10. | I'm Ready   | R. Amarante      | R. Amarante      | 3:49  |
| 11. | Tardei      | R. Amarante      | R. Amarante      | 3:33  |